# Minh tinh đại trinh thám
Minh tinh đại trinh thám (tên tiếng Trung: 明星大偵探, tên tiếng Anh: Who's the Murderer), hay Đại trinh thám là chương trình suy luận do đài phát thanh và truyền hình Hồ Nam sản xuất, được phát hành bởi Mango TV. Chương trình được mua bản quyền từ "Crime Scene" (Hiện trường phạm tội) do công ty phát thanh và truyền hình JTBC, Hàn Quốc sản xuất, sau đó được bản địa hóa. Mùa đầu tiên của chương trình đã được chế tác trong vòng 7 tháng dưới sự hướng dẫn chỉ đạo của PD bản gốc.
Từ mùa 7, chương trình đổi tên thành "Đại trinh thám", chuyển đổi thành chương trình suy luận giáo dục phổ biến pháp luật, kết hợp với tòa án nhân dân tối cao cùng phát hành phân đoạn giáo dục tuyên truyền phổ biến pháp luật "Hội thẩm đại trinh thám". Bản dịch tiếng Việt vẫn giữ tên cũ là "Minh tinh đại trinh thám".

## Thông tin phát sóng

### Mùa 1
Chương trình được phát sóng lần đầu tiên vào ngày 27 tháng 3, năm 2016 bởi Mango TV. Chương trình có các thành viên cố định là Hà Cảnh, Tát Bối Ninh, Vương Âu, Quỷ Quỷ (Ngô Ánh Khiết) và Bạch Kính Đình.
Do Kiều Chấn Vũ bận rộn với lịch quay phim nên ít có thời gian tham gia, mà Bạch Kính Đình và Đại Trương Vĩ vì thể hiện tốt nên bắt đầu trở thành người chơi chính thức.
Chương trình được tài trợ bởi Vi Kình TV (微鲸电视), Tài chính Kinh Đông (京东金融), Vinh Diệu V8 (荣耀 V8)
Mỗi tuần, chương trình phát sóng vào lúc 12 trưa Chủ Nhật.
Mùa 1 kết thúc vào ngày 23 tháng 6, năm 2016.

### Mùa 2
Chương trình tiếp tục được phát sóng vào ngày 13 tháng 1, năm 2017 với sự tham gia của những người chơi cố định là Hà Cảnh, Tát Bối Ninh, Vương Âu, Bạch Kính Đình, Quỷ Quỷ (Ngô Ánh Khiết).
Chương trình được tài trợ bởi OPPO (OPPO R9s - Thần khí tìm manh mối), Rejoice (飘柔), Dầu nhớt Chevron Havoline (雪佛龙金富力润滑油).
Mùa thứ hai, phát sóng phim ngắn "Câu lạc bộ thám tử lừng danh" dành riêng cho hội viên Mango TV, nội dung là chân tướng vụ án cùng với hậu trường ghi hình ngoài lề của các minh tinh.
Mùa 2 kết thúc vào ngày 14 tháng 4, năm 2017.

### Mùa 3
Mùa 3 bắt đầu phát sóng vào ngày 22 tháng 9, năm 2017. Đến ngày 29 tháng 9, năm 2017, mùa thứ 3 của "Minh tinh đại trinh thám" sau khi phát sóng tập 1 không được bao lâu thì đột nhiên gỡ xuống. Tổ tiết mục thông báo chương trình cần thời gian chế tác rèn luyện, trì hoãn thời gian phát sóng đến ngày mùng 3 tháng 11, năm 2017.
Mỗi vụ án được chia làm hai phần. Phần đầu được chiếu miễn phí vào trưa thứ sáu lúc 12 giờ. Hội viên Mango TV sẽ được xem trước phần sau. Trưa chủ nhật lúc 12 giờ, phần sau sẽ được chiếu miễn phí.
Phần đầu của vụ án sẽ được phát sóng trên kênh YouTube chính thức của Mango TV. Lúc 0 giờ tối thứ 7 sẽ phát sóng bản đầy đủ của vụ án.
Người chơi cố định của chương trình là Hà Cảnh, Táp Bối Ninh, Vương Âu, Quỷ Quỷ (Ngô Ánh Khiết), Bạch Kính Đình.
Chương trình được tài trợ bởi OPPO (OPPO R11s - Thần khí tìm manh mối, Douyin, Tài chính Kinh Đông (京东金融), Hỏa Sơn Tiểu Thị Tần (火山小视频), Nước khoáng Di Bảo (怡宝).

### Mùa 4
Mùa 4 bắt đầu vào ngày 26 tháng 10, năm 2018. Người chơi cố định của chương trình là Hà Cảnh, Tát Bối Ninh, Vương Âu, Quỷ Quỷ (Ngô Ánh Khiết), Bạch Kính Đình.
Mỗi vụ án vẫn được chia làm hai phần. Phần đầu được chiếu miễn phí vào trưa thứ sáu lúc 12 giờ. Hội viên Mango TV sẽ được xem trước phần sau. Trưa chủ nhật lúc 12 giờ, phần sau sẽ được chiếu miễn phí.
Phần đầu của vụ án sẽ được phát sóng trên kênh YouTube chính thức của Mango TV. Chủ nhật lúc 12 giờ sẽ phát sóng bản đầy đủ của vụ án.
Mùa thứ tư, phát sóng phim ngắn "Câu lạc bộ thám tử lừng danh" dành riêng cho hội viên Mango TV, nội dung là chân tướng vụ án, hậu trường ghi hình ngoài lề của các minh tinh cùng với khâu rút thẻ nhân vật của người chơi vào lúc 12 giờ trưa Chủ Nhật
Chương trình được tài trợ bởi OPPO (OPPO R17 PRO thần khí tìm manh mối), Douyin APP (抖音 APP), Kaola (网易考拉), Cadillac, Tôi là câu đố (我是谜 APP)

### Mùa 5
Ngày mùng 1 tháng 11 bắt đầu phát sóng tập đặc biệt "Buổi hòa nhạc NZND phá băng". Vụ án đầu tiên được chiếu vào ngày mùng 8 tháng 11, năm 2019.
Trừ vụ án thứ nhất chia ra làm ba phần, còn lại các vụ án vẫn được chia thành hai phần, hội viên Mango TV được xem trước.
Mùa năm, phát sóng phim ngắn "Câu lạc bộ thám tử lừng danh" dành riêng cho hội viên Mango TV, nội dung là chân tướng vụ án, hậu trường ghi hình ngoài lề của các minh tinh cùng với khâu rút thẻ nhân vật của người chơi vào lúc 12 giờ trưa Thứ hai.
Thành viên cố định là Hà Cảnh, Tát Bối Ninh, Vương Âu, Quỷ Quỷ (Ngô Ánh Khiết), Bạch Kính Đình.
Chương trình được tài trợ bởi: OPPO (từ tập 1 đến tập 5: OPPO Reno 2 - thần khí tìm manh mối; từ tập 6 trở đi: OPPO Reno 3 - thần khí tìm manh mối), Douyin APP, Oreo, Pepsi, BOSCH, L'Oreal

### Mùa 6
Ngày 18 tháng 12 bắt đầu phát sóng tập đặc biệt "Concert NZND đỉnh ngưu". Vụ án đầu tiên được chiếu vào ngày 24 tháng 12 năm 2020.
Các vụ án được chia làm hai phần, hội viên VIP được xem trước.
Thành viên cố định là Hà Cảnh, Tát Bối Ninh,.
Chương trình được tài trợ bởi: OPPO (Thần khí tìm manh mối OPPO Reno5 Pro+), Pepsi, BOSCH, Thần Vũ 4, Nescafe, Soul APP

### Mùa 7
Chương trình đổi tên từ "Minh tinh đại trinh thám" thành "Đại trinh thám". Ngày 28 tháng 01 năm 2022, phát sóng tập mở đầu "Buổi họp mặt: Trinh thám lão hữu ký". Ngày 02 tháng 02 năm 2022 bắt đầu phát sóng tập đặc biệt "Concert mừng xuân: Trinh tâm trinh ý". Vụ án đầu tiên chính thức phát sóng vào ngày 10 tháng 02.
Từ vụ án thứ nhất đến vụ án thứ tư chia ra làm hai phần, các vụ án còn lại chia làm ba phần, hội viên Mango TV được xem trước.
Mùa bảy, sau mỗi vụ án đều có thêm phần "Hội thẩm đại trinh thám" bổ sung kiến thức pháp luật liên quan đến vụ án.
Người chơi cố định chương trình: Hà Cảnh, Trương Nhược Quân, Đại Trương Vỹ. Khách mời thường trú: Vương Âu, Dương Dung, Ngụy Thần, Ngô Hân. Thành viên cố định 6 mùa trước là Tát Bối Ninh (hội trưởng Câu lạc bộ thám tử) vì nguyên nhân công việc vắng mặt tại mùa này, nên chủ đề mùa này là tìm Tát trinh thám mất tích. (Trong mỗi vụ án nhất định sẽ xuất hiện vật chứng của Tát trinh thám.)
Do scandal trốn thuế của Đặng Luân, bỏ qua vụ án Con rối kỳ ngộ ký 2, chiếu luôn vụ án NZND.
Chương trình được tài trợ bởi: Jiangdong, AMX, Soul APP, M&M's, Yihu

## Hình thức chương trình

### Người tham gia
Mỗi tập có 6 người chơi tham gia, trong số đó, một người sẽ đóng vai thám tử, 5 người còn lại sẽ vào vai các nhân vật khác nhau, cũng là người bị tình nghi trong vụ án. Người chơi tùy chọn tham gia.
Từ mùa thứ hai trở đi, thám tử cũng có vai diễn riêng, có quan hệ cùng với nhân vật của 5 người chơi còn lại. Không giống như mùa 1, thân phận thám tử ở mùa hai là do người chơi ngẫu nhiên rút ra từ các thẻ nhân vật
Vụ án thứ 11 mùa thứ hai "Gánh xiếc điên cuồng", thiết kế thêm trợ lý thám tử, giúp đỡ thám tử trong quá trình suy luận tình tiết vụ án. Trong mùa 4 và mùa 5, mỗi tập đều có sự tham gia của trợ lý thám tử. Trợ lý thám tử mùa 5 được chọn ra từ mùa 1 của chương trình phái sinh "Học viện trinh thám". Mùa 6 đổi thành hình thức hai thám tử, bỏ hình thức trợ lý thám tử. Mùa 7 khôi phục lại hình thức trợ lý thám tử.

### Thiết kế chương trình và nhân vật
Trong 5 người bị tình nghi sẽ có một người là hung thủ thật sự, chỉ có hung thủ mới có quyền được nói dối. Người chơi sẽ vạch ra hung thủ bằng hình thức bỏ phiếu kín, trong đó, thám tử sẽ có hai lần bỏ phiếu, người chơi bình thường sẽ có một lần bỏ phiếu. Người chơi chỉ được tính là chiến thắng khi chọn ra được hung thủ thực sự của vụ án
Nếu trong 6 hoặc 7 người chơi không có ai nhận được nhân vật thám tử, tức là tất cả mọi người đều là người bị tình nghi, chỉ có một lần bỏ phiếu duy nhất.
Mùa thứ 3 bắt đầu thiết kế thêm vụ án trên kiến trúc thực tế. Tổ thiết kế dựng công trình, gia tăng cảm giác hiện trường.
Mùa thứ 4 thiết kế vụ án trên đảo, tạo cảm giác hiện trường thêm phần thần bí. Vụ án cuối cùng thiết kế phòng kín, phá án trong thời gian ngắn
Mùa thứ 5 thiết kế vụ án trên du thuyền sang trọng trên biển.
Mùa thứ 6 thiết kế thêm thám tử thứ hai.

### Phần thưởng
Mùa thứ nhất, nếu bỏ phiếu đúng và chọn ra được hung thủ, thám tử và các người chơi khác sẽ nhận được một thỏi vàng, hung thủ nếu bị bắt sẽ không nhận được vàng. Nếu hung thủ thành công che giấu được thân phận thì sẽ nhận được toàn bộ 6 thỏi vàng, những người chơi khác không được nhận.
Từ mùa hai trở đi, đầu mỗi vụ án, mỗi người chơi sẽ được phát trước một thỏi vàng, trong hai lần bỏ phiếu, nếu bỏ phiếu đúng và chọn ra được hung thủ cả hai lần, thám tử sẽ giữ được thỏi vàng của mình, đồng thời nhận được thêm một thỏi vàng nữa. Người chơi nếu chọn đúng cũng giữ được thỏi vàng của mình, nếu chọn sai phải trả lại thỏi vàng của mình. Hung thủ thành công che giấu được thân phận nhận được 6 thỏi vàng.
Mùa thứ bảy, nếu chỉ ra được hung thủ, những người chơi chọn hung thủ sẽ được phát huy hiệu, thám tử nếu cả hai phiếu đều đúng thì được hai huy hiêu. Ngược lại, nếu hung thủ thành công trốn thoát, hung thủ nhận được 6 huy hiệu. Riêng quyền hội trưởng không được nhận huy hiệu.

### Hình thức phát triển theo từng vụ án
Vụ án thứ 12 mùa 1 "Bánh xe vận mệnh", mặc dù có một người vào vai thám tử, nhưng tại hiện trường xuất hiện căn phòng có chứa manh mối của người này nên sau vòng thứ nhất, thám tử cũng bị xếp vào diện bị tình nghi, tức là cả sáu người chơi đều là người bị tình nghi trong vụ án, các người chơi phải tìm ra hung thủ trong 6 người.
Vụ án thứ 6 mùa 2 "2046", trong quá trình tìm kiếm manh mối lần 2, một người chơi vì phát hiện ra một manh mối cực kì quan trọng, nên xuất hiện tình huống hung thủ trực tiếp giết người diệt khẩu để che giấu thân phận.
Vụ án thứ 12 mùa 2 "Tổng kết - tiệc kết thúc", ban đầu 6 người chơi đều được liệt vào danh sách người bị tình nghi, lần đầu xuất hiện tình huống có hai hung thủ trong một vụ án.
Vụ án thứ 6 mùa 3 "Tận thế ong mật" xuất hiện tình huống có kẻ bị tình nghi là hung thủ trốn khỏi hiện trường.
Vụ án thứ 12 mùa 3 "Lại là họa do đẹp mà ra" xuất hiện tình huống thám tử tập trước trở thành hung thủ sau đó bị sát hại.
Vụ án thứ 2 mùa 4 "Thoát khỏi đảo vô danh" xuất hiện tình huống có một hung thủ thực sự lên kế hoạch toàn bộ vụ án, khiến cho hung thủ bị chỉ định ban đầu hiểu lầm mà chết.
Vụ án thứ 3 mùa 4 "Cuộc điện thoại kỳ bí" xuất hiện tình huống có hai hung thủ, trong đó một người đến từ quá khứ, một đến từ hiện đại, phải chỉ định ra được cả hai hung thủ mới được coi là thành công.
Vụ án thứ 5 mùa 4 "Chung cư Thiên Đường" xuất hiện tình huống hai hung thủ, trong đó một hung thủ phụ thuộc vào người còn lại, phải chỉ định ra được cả hai hung thủ mới được coi là thành công.
Vụ án thứ 2 mùa 5 "Người chơi đàn trên biển" xuất hiện tình huống có nhiều phiên bản của người chơi với số tuổi khác nhau, người chơi sẽ phải chọn ra hai hung thủ với số tuổi đúng, phải chỉ định ra được cả hai hung thủ mới được coi là thành công.
Vụ án thứ 2 mùa 6 "Khách sạn Tiêu Vân" xuất hiện tình huống các nhân vật mất trí nhớ và bị hoán đổi linh hồn. Người chơi sẽ phải chọn ra hai hung thủ và phải chỉ định đúng cả hai hung thủ mới được coi là thành công.
Vụ án thứ 7 mùa 6 “Thị trấn Houllywood” xuất hiện tình huống trinh thám nhìn thấy quá trình giết người của hung thủ. 
Vụ án thứ 8 mùa 6 “Văn phòng luật sư Dream” xuất hiện tình huống tất cả nghi phạm lẫn thám tử đều mất trí nhớ (chỉ trừ hung thủ), người chơi trong tình trạng không còn kí ức, không biết thân phận để phá án. Ngoài ra vụ án còn xuất hiện cốt truyện của trinh thám.
Vụ án thứ 7 mùa 7 xuất hiện tình huống nạn nhân đầu tiên là tự sát, hung thủ vì báo thù nạn nhân đầu tiên nên đã giả hiện trường, triệu tập các nghi phạm, sát hại nạn nhân thứ hai.
Vụ án thứ 11 mùa 7 "Cuộc chiến đối đầu" xuất hiện tình huống ba hung thủ không biết thân phận nhau hợp tác, phải chỉ định đúng bộ ba hung thủ mới thành công.

## Phân đoạn

### Trình bày chứng cứ ngoại phạm
Vụ án thứ nhất mùa 5 "Người chơi đàn trên biển" do tất cả người bị tình nghi đều tự thú với thám tử mình là hung thủ nên phần này bị hủy bỏ, trực tiếp tìm chứng cứ.

### Vòng thứ nhất tìm kiếm manh mối tại hiện trường
Sáu người chơi chia ra làm hai tổ lần lượt tìm manh mối tại hiện trường, mỗi tổ có thời hạn 10 phút, mỗi người được chụp mười bức ảnh chứa manh mối.
Nếu là vụ án lấy hiện trường thực tế, vì phạm vi hiện trường rộng nên người chơi chia làm ba tổ đồng thời tìm manh mối.

### Lần tập trung suy luận thứ nhất
Mỗi người chơi trình bày dựa vào những manh mối mình đã tìm được tại hiện trường

### Thám tử bỏ phiếu lần thứ nhất
Thám tử phải bỏ phiếu chọn ra một người bị hiềm nghi trước mặt mọi người. Từ mùa thứ 2 trở đi, phiếu đầu tiên của thám tử sẽ được tiến hành bỏ phiếu kín trong phòng bỏ phiếu.
Nếu trong vụ án cả 6 người chơi đều là người bị tình nghi thì hủy bỏ bước này.
Vụ án thứ 12 mùa 1 "Bánh xe vận mệnh" vì thám tử bị liệt vào danh sách người bị tình nghi sau vòng tìm kiếm thứ nhất nên hủy bỏ lần đầu bỏ phiếu này của thám tử.
Vụ án thứ 2 mùa 5 "Người chơi đàn trên biển" không có thám tử, chỉ có đại diện thám tử. Sau vòng tập trung suy luận thứ nhất, sáu người chơi quyết định trực tiếp tiến vào vòng thứ hai tìm kiếm manh mối tại hiện trường. Đại diện thám tử không tham dự bỏ phiếu.

### Vòng thứ hai tìm kiếm manh mối tại hiện trường
Sáu người chơi cùng nhau tìm manh mối tại hiện trường.

### Thám tử thẩm vấn một đối một
Thám tử có quyền thẩm vấn người bị tình nghi một đối một. Thám tử có thể thông qua đặt câu hỏi kín để không cho hung thủ biết được thông tin khác. Nếu vụ án không có ai là thám tử, người chơi có quyền thẩm vấn người mà mình nghi ngờ.

### Lần tập trung suy luận thứ hai
Sau khi đã hoàn thành việc tìm manh mối tại hiện trường, sáu người chơi cùng tổng kết lại manh mối và mạch suy luận

### Bỏ phiếu kín
Người chơi tiến hành bỏ phiếu kín. Hình thức bỏ phiếu sẽ thay đổi theo tình tiết của vụ án:
Vụ thứ 2 mùa 4 "Thoái khỏi đảo vô danh", ngoại trừ phải bỏ phiếu chọn ra hung thủ, người chơi cùng thám tử phải bỏ phiếu thêm để chọn ra hung thủ đứng sau màn.
Vụ thứ 3 mùa 4 "Cuộc điện thoại kì bí", người chơi cần đồng thời xác nhận hung thủ của năm 2000 và hung thủ của năm 2018.
Vụ thứ 2 mùa 5 "Người chơi đàn trên biển", người chơi cần phải chọn ra hai hung thủ, trong đó cần xác minh đúng độ tuổi của hung thủ, nên chuyển thành người chơi viết tên hung thủ và số tuổi tương ứng.

### Công bố kết quả bỏ phiếu
Người chơi nhận được số phiếu nhiều nhất sẽ bị nhốt vào lồng sắt. Trường hợp nhân vật nhận được nhiều phiếu nhất đã chết hoặc bỏ trốn thì không có người chơi bị giam trong lồng.
Nếu như có hai người có số phiếu cao nhất bằng nhau, người chơi chưa bỏ phiếu cho hai người bị nghi là hung thủ sẽ phải quyết định ai là hung thủ cuối cùng. Nếu không còn người chưa bỏ phiếu cho người bị nghi là hung thủ, thám tử sẽ phải quyết định ai là hung thủ cuối cùng.
Vụ thứ 5 mùa 3 "Năm tháng vô tình của NZND", xuất hiện tình huống có ba người chơi bằng phiếu, trong 5 người chỉ có một người được hoàn toàn giải trừ hiềm nghi nên cuối cùng thám tử phải lựa chọn ra hung thủ cuối cùng.

### Công khai chân tướng
Tuyên bố hung thủ thật sự của vụ án. Nếu thành công tố giác, những người chơi còn lại sẽ nhận được thỏi vàng. Nếu tố giác thất bại, hung thủ thực sự sẽ nhận được cả 6 thỏi vàng.

## Thành viên tham gia

### Danh sách người chơi
| Tên                     | Ngày tháng năm sinh  | Các tập tham gia | Số tập tham gia       | Biệt danh | Ghi chú                           |
| Người chơi cố định      | Người chơi cố định   | Người chơi cố định | Người chơi cố định    | Người chơi cố định | Người chơi cố định                |
| ----------------------- | -------------------- | --- | --------------------- | --- | --------------------------------- |
| Táp Bối Ninh            | 23 tháng 3, 1976     | Các tập từ mùa 1 đến mùa 6 | 84 tập (71 tập chính) | Thám tử đầu chó Táp minh đăng Phúc Nhĩ Ma Táp "Minh Thám Thất Tử" Táp Corgi Táp Beer Song Bắc CP Táp ba tuổi Phóng hỏa trái tim thiếu nữ Thịnh thế mĩ nhan BUG | Thám tử số hiệu 001 "Đầu chó"     |
| Hà Cảnh                 | 28 tháng 4, 1974     | Các tập từ mùa 1 đến mùa 7 | 96 tập (82 tập chính) | Vua tìm chứng cứ Vua vàng thỏi Song Bắc CP "Minh Thám Thất Tử" Hà Teddy Hà ba tuổi Lão pháo (LP)                                                               | Thám tử số hiệu 002 "Tiểu Yêu"    |
| Vương Âu                | 28 tháng 10, 1982    | Mùa 1: cả mùa trừ tập 3 Mùa 2: Tập 0,3,4,5,6 Mùa 3: Tập 4,6,7,8 Mùa 4: Tập 0,1,3,5,6,8 Mùa 5: Tập 5,8,9,10 Mùa 6: Tập 7,12,13 Mùa 7: Tập 0,2,3,7,8,9,10       | 42 tập (36 tập chính) | Thám tử mắt mèo Trực giác nữ thần "Sở trưởng sở tình báo số 76                                                                                                 | Thám tử số hiệu 003 "Mắt mèo"     |
| Quỷ Quỷ (Ngô Ánh Khiết) | 11 tháng 8, 1989     | Mùa 1: cả mùa Mùa 2: Tập 1,4,6,7,8,11,12 Mùa 3: Tập 0,1,2,3,4,9,10,11,12,13 Mùa 4: Tập 3,5,9,10 Mùa 5: Tập 5,8,9,10                                           | 39 tập (34 tập chính) | Vua tìm kiếm Chó cảnh sát/ Chó cảnh khuyển "Minh Thám Thất Tử" Quỷ nghiệp vụ Thợ khóa Vua mở khóa Loli bạo lực                                                 | Thám tử số hiệu 004 "Cảnh khuyển" |
| Bạch Kính Đình          | 15 tháng 10, 1993    | Mùa 1: 1,2,3,7,8,9,12,13 Mùa 2: 0,1,2,3,4,5,7,9,12,SP Mùa 3: 1,2,3,4,7,8,9,10,11,12,13 Mùa 4: 0,1,2,4,6,10,11,12,13 Mùa 5: 0,1,2,3,6, SP Mùa 6: 1, 2,10,12,13 | 49 tập (40 tập chính) | Địch Nhân Bạch Hiệp sĩ cõng nồi Bạch Rap F.A Cuồng ăn đạo cụ "Minh Thám Thất Tử" Bạch Samoyed                                                                  | Thám tử số hiệu 006 "Rap"         |
| Người chơi thường xuyên |                      | |                       | |                                   |
| Trương Nhược Quân       | 24 tháng 8, 1988     | Mùa 1: Tập 5,8 Mùa 3: Tập 0,1,2 Mùa 4: Tập 0,1,2,5,11,12,13 Mùa 5: Tập 0,1,2 Mùa 6: Tập 1, 2, 3 Mùa 7: cả mùa                                                 | 33 tập (26 tập chính) | "Minh Thám Thất Tử" Trương Husky Trương cao cấp |                                   |
| Lưu Hạo Nhiên           | 10 tháng 10, 1997    | Mùa 1: Tập 4 Mùa 4: Tập 0,1,2,11,12,13 Mùa 5: Tập 5,10 Mùa 6: Tập 1,2 Mùa 7: Tập 10,11,12                                                                     | 14 tập (11 tập chính) | "Minh Thám Thất Tử" Hạo Shiba |                                   |
| Đại Trương Vĩ           | 31 tháng 8, 1983     | Mùa 1: Tập 2,3,5,10,11,12,13 Mùa 2: Tập 2,10,SP Mùa 3: Tập 11 Mùa 4: Tập 10 Mùa 6: Tập 3, 5, 8, 10 Mùa 7: cả mùa                                              | 30 tập (25 tập chính) | Đoạn Tử Thủ Lão Pháo (LP)Mặt trời | Thám tử số hiệu 005 "Mặt trời"    |
| Ngụy Đại Huân           | 12 tháng 4, năm 1989 | Mùa 1: Tập 6 Mùa 2: Tập 1,4,7,8,11,12 Mùa 3: Tập 2,3,5,7,8 Mùa 4: Tập 2,4,7 Mùa 5: Tập 4,5 Mùa 6: Tập 4, 6, 9, 11                                             | 21 tập                | Ngụy vì sao Hoa Đại Huân Vua diễn mới lên cấp Thám tử ngốc nhất "Minh Thám Thất Tử" Golden Huân                                                                |                                   |
| Kiều Chấn Vũ            | 1 tháng 11, 1978     | Mùa 1: Tập 0,1,9 Mùa 2: Tập 5,6 Mùa 3: Tập 9 Mùa 4: Tập 8 Mùa 7: Tập 0,3,4                                                                                    | 10 tập (8 tập chính)  | |                                   |
| Vương Gia Nhĩ           | 28 tháng 3, năm 1994 | Mùa 1: Tập 10 Mùa 2: Tập 2,5,6,9,10,SP Mùa 3: Tập 5 | 8 tập (7 tập chính)   | Jackson Cạc cạc |                                   |
| Dương Dung              | 3 tháng 6, năm 1981  | Mùa 2: Tập 1,7,8,9,10 Mùa 3: Tập 6,10,11 Mùa 5: Tập 3,4,6,7,SP Mùa 6: Tập 1, 2, 9, 11, 12, 13 Mùa 7: Tập 0,1,3,4,5,9,11,12                                    | 27 tập (23 tập chính) | Thám tử cổ trang |                                   |
| Ngụy Thần               | 22 tháng 2, năm 1986 | Mùa 2: Tập 11 Mùa 3: Tập 3,4,5,12,13 Mùa 4: Tập 6,7,9 Mùa 5: Tập 4,6,7,9,10,SP Mùa 6: Tập 4, 5, 6, 7, 9, 11,12, 13 Mùa 7: Tập 0,1,2,6,8,9,10,11,12            | 32 tập (27 tập chính) | Hát nhảy đều tốt Vua thẳng thắn |                                   |

### Danh sách người chơi khách mời
| Tên              | Ngày tháng năm sinh   | Các tập tham gia                                                            | Số tập tham gia      | Biệt danh   | Chú thích         |
| ---------------- | --------------------- | --------------------------------------------------------------------------- | -------------------- | ----------- | ----------------- |
| Trần Nhược Hiên  | 16 tháng 10, 1994     | Mùa 1: Tập 3                                                                | 1 tập                |             |                   |
| Âu Dương Na Na   | 15 tháng 6, 2000      | Mùa 1: Tập 4                                                                | 1 tập                |             |                   |
| Tôn Kiên         | 23 tháng 5, 1983      | Mùa 1: Tập 6                                                                | 1 tập                |             |                   |
| Thái Khang Vĩnh  | 1 tháng 3, 1962       | Mùa 1: Tập 7                                                                | 1 tập                |             |                   |
| Viêm Á Luân      | 20 tháng 11, 1985     | Mùa 1: Tập 11                                                               | 1 tập                |             |                   |
| Lâm Y Thần       | 29 tháng 10, 1982     | Mùa 2: Tập 0,3                                                              | 2 tập (1 tập chính)  |             |                   |
| Đổng Lực         | 23 tháng 8, 1993      | Mùa 2: Tập 0,3                                                              | 2 tập (1 tập chính)  |             |                   |
| Trần Ý Hàm       | 12 tháng 11,1982      | Mùa 2: Tập 2, SP                                                            | 2 tập (1 tập chính)  |             |                   |
| Tiết Chi Khiêm   | 17 tháng 7, 1983      | Mùa 2: Tập 8                                                                | 1 tập                |             |                   |
| Tô Hữu Bằng      | 11 tháng 9, 1973      | Mùa 2: Tập 9                                                                | 1 tập                |             |                   |
| Tôn Di           | 4 tháng 6, 1993       | Mùa 2: Tập 10                                                               | 1 tập                |             |                   |
| Sa Dật           | 15 tháng 2, 1978      | Mùa 2: Tập 11                                                               | 1 tập                |             |                   |
| Huỳnh Lỗi        | 6 tháng 12, 1971      | Mùa 2: Tập 12                                                               | 1 tập                |             |                   |
| Ngô Lỗi          | 26 tháng 12, 1999     | Mùa 3: Tập 0,1,2                                                            | 3 tập                |             |                   |
| Vương Nguyên     | 8 tháng 11, 2000      | Mùa 3: Tập 3 Mùa 4: Tập 8                                                   | 2 tập                |             |                   |
| Phan Việt Minh   | 9 tháng 5, 1974       | Mùa 3: Tập 6,8,9,12,13                                                      | 5 tập (4 tập chính)  |             |                   |
| Hùng Tử Kỳ       | 6 tháng 6, 1992       | Mùa 3: Tập 7                                                                | 1 tập                |             |                   |
| Nhan Như Tinh    | 22 tháng 10, 1991     | Mùa 3: Tập 9                                                                | 1 tập                |             |                   |
| Đặng Luân        | 21 tháng 10, 1992     | Mùa 4: Tập 3 Mùa 7: Tập 5                                                   | 2 tập                |             |                   |
| Hoàng Minh Hạo   | 19 tháng 2, 2002      | Mùa 4: Tập 3,4,10 Mùa 5: Tập 7,8,9,SP Mùa 6: Tập 8 Mùa 7: Tập 6,8           | 10 tập (9 tập chính) |             |                   |
| Đàm Tùng Vận     | 31 tháng 5, 1990      | Mùa 4: Tập 5,7                                                              | 3 tập                |             |                   |
| Lâm Canh Tân     | 13 tháng 2, 1988      | Mùa 4: Tập 5,7                                                              | 2 tập                |             |                   |
| Ngô Hân          | 29 tháng 1, 1983      | Mùa 4: Tập 7 Mùa 5: Tập 6, SP Mùa 6: Tập 5, 6,10 Mùa 7: Tập 0,2,5,6,7,11,12 | 13 tập ( tập chính)  |             |                   |
| Kiều Sam         | 28 tháng 6, 1984      | Mùa 4: Tập 9                                                                | 1 tập                |             |                   |
| Mã Lệ            | 28 tháng 6, 1982      | Mùa 4: Tập 9                                                                | 1 tập                |             |                   |
| Kiều Hân         | 29 tháng 11, năm 1993 | Mùa 4: Tập 10                                                               | 1 tập                |             |                   |
| Tạ Na            | 6 tháng 5, 1981       | Mùa 4: 11,12,13                                                             | 3 tập (2 tập chính)  |             |                   |
| Tỉnh Bách Nhiên  | 19 tháng 4, 1989      | Mùa 5: Tập 0,1,2                                                            | 3 tập (2 tập chính)  |             |                   |
| Khương Dật Lỗi   | 17 tháng 2, năm 1987  | Mùa 5: Tập 0,1,2                                                            | 3 tập (2 tập chính)  | Papi-chan   |                   |
| Hầu Minh Hạo     | 3 tháng 8, năm 1997   | Mùa 5: tập 3,4,7,SP                                                         | 4 tập (3 tập chính)  | Tiểu hầu tử |                   |
| Phạm Thừa Thừa   | 16 tháng 6, năm 2000  | Mùa 5: Tập 6,8,SP                                                           | 3 tập (2 tập chính)  |             |                   |
| Thích Vi         | 26 tháng 10, 1984     | Mùa 5: Tập 3 Mùa 6: Tập 3, 8, 9 Mùa 7: Tập 0,1,7,10                         | 8 tập (7 tập chính)  |             |                   |
| Tiêu Chiến       | 5 tháng 10, 1991      | Mùa 5: Tập 11, 12                                                           | 2 tập                |             |                   |
| Quách Thải Khiết | 19 tháng 2, 1986      | Mùa 6: Tập 4                                                                | 1 tập                |             |                   |
| Kim Tĩnh         | 23 tháng 12, 1992     | Mùa 6: Tập 0,6,7,8                                                          | 4 tập (3 tập chính)  |             | NPC: Mùa 6 tập 10 |
| Trương Vũ Kiếm   | 9 tháng 2, 1990       | Mùa 6: Tập 7                                                                | 1 tập                |             |                   |
| Trương Tân Thành | 24 tháng 8, 1995      | Mùa 6: Tập 3,4,5,11,12,13 Mùa 7: Tập 0                                      | 7 tập (5 tập chính)  |             |                   |

### Danh sách NPC, trợ lý thám tử
| Tên             | Ngày tháng năm sinh | Các tập tham gia                                                                                   | Số tập tham gia       | Vai diễn                                               | Thân phận                                      |
| --------------- | ------------------- | -------------------------------------------------------------------------------------------------- | --------------------- | ------------------------------------------------------ | ---------------------------------------------- |
| Lâm Bách Hoành  | 27 tháng 1, 1988    | Mùa 2: Tập 3                                                                                       | 1 tập                 | Lâm tiếp viên                                          | NPC                                            |
| Hạ Chi Quang    | 4 tháng 1, 2000     | Mùa 2: Tập 11                                                                                      | 1 tập                 | Trợ lý của Chân Ma Thuật                               | Trợ lý thám tử                                 |
| Tề Tư Quân      | 13 tháng 4, 1994    | Mùa 3: Tập 1 Mùa 5: Tập 5,6,7, SP                                                                  | 5 tập (4 tập chính)   | Chân Hồng Chân bảo hiểm Chân luật sư                   | Trợ lý thám tử NPC: Mùa 3 tập 1; Mùa 5 tập 5,9 |
| La Dữ Đồng      | 10 tháng 8, 1994    | Mùa 3: Tập 2 Mùa 4: Tập 7                                                                          | 2 tập                 | Mẹ Táp thú y - Hách Chân Châu Con gái Chân hiệu trưởng | NPC                                            |
| Triệu Anh Bác   | 21 tháng 8, 1997    | Mùa 3: Tập 9                                                                                       | 1 tập                 | Chân Farmer                                            | NPC                                            |
| Lưu Dĩ Hàng     | 26 tháng 6, 1994    | Mùa 3: Tập 10                                                                                      | 1 tập                 | Chân Lợi Hại                                           | NPC                                            |
| Bồ Tập Tinh     | 20 tháng 4, 1994    | Mùa 4: Tập 0,1,2,4,8,9,10,12,13,14 Mùa 5: Tập 1,2,3,5,8,SP Mùa 6: Tập 1, 2, 9 Mùa 7: Tập 2,5,7,8,9 | 24 tập (21 tập chính) | Chân Thị Đại                                           | Trợ lý thám tử NPC: Mùa 5 tập 8                |
| Đường Cửu Châu  | 5 tháng 2, 1998     | Mùa 4: Tập 3,7 Mùa 5: Tập 4,9,10, SP                                                               | 6 tập (5 tập chính)   | Chân Đồ Cổ                                             | Trợ lý thám tử NPC: Mùa 5 tập 10               |
| Châu Tuấn Vĩ    | 16 tháng 11, 1995   | Mùa 4: Tập 5,6 Mùa 5: Tập 10, SP Mùa 6: Tập 11                                                     | 5 tập (4 tập chính)   |                                                        | Trợ lý thám tử                                 |
| Tống Nghiên Phi | 22 tháng 10, 1995   | Mùa 5: Tập 6, SP                                                                                   | 2 tập (1 tập chính)   | Chân Hoàn Mỹ                                           | NPC                                            |
| Quách Văn Thao  | 10 tháng 4, 1994    | Mùa 5: Tập 8, 12, SP Mùa 6: Tập 3, 4, 8 Mùa 7: Tập 3,4,6                                           | 9 tập (8 tập chính)   |                                                        | Trợ lý thám tử                                 |
| Hà Vận Thần     | 21 tháng 10, 1994   | Mùa 6: Tập 5,10 Mùa 7: Tập 1                                                                       | 2 tập                 |                                                        | Trợ lý thám tử                                 |
| Lý Tấn Diệp     |                     | Mùa 6: Tập 6, 7                                                                                    | 2 tập                 |                                                        | Trợ lý thám tử                                 |

## Danh sách các tập

### Mùa 1
| Tập | Ngày phát sóng        | Chủ đề                       | Nội dung vụ án   | Nội dung vụ án                                     | Nội dung vụ án | Nội dung vụ án              | Nội dung vụ án              |
| Tập | Ngày phát sóng        | Chủ đề                       | Nạn nhân         | Trinh thám                                         | Kẻ tình nghi | Hung thủ bị chỉ định        | Hung thủ thực sự            |
| --- | --------------------- | ---------------------------- | ---------------- | -------------------------------------------------- | --- | --------------------------- | --------------------------- |
| 0   | 27 tháng 03, 2016     | Trinh thám gặp mặt           | Chân Bá Đạo      | Hà Cảnh Táp Bối Ninh Vương Âu Quỷ Quỷ Kiều Chấn Vũ | Quả Muội Muội - Tiểu Hứa Tử | Quả Muội Muội - Tiểu Hứa Tử | Quả Muội Muội - Tiểu Hứa Tử |
| 1   | 03 tháng 04, 2016     | Hoa khôi nhảy lầu            | Hạ Tình Thiên    | Táp Bối Ninh                                       | Hà Cảnh - Hà Si Tình Vương Âu - Âu Học Muội Quỷ Quỷ - Quỷ Học Tỷ Bạch Kính Đình - Thầy Bạch Kiều Chấn Vũ - Kiều Học Trưởng                        | Quỷ Học Tỷ                  | Quỷ Học Tỷ                  |
| 2   | 10 tháng 04, 2016     | Vùng trời không bao la       | Chân Cơ phó      | Táp Bối Ninh                                       | Hà Cảnh - Thực tập Hà Vương Âu - Nữ tiếp viên Âu Quỷ Quỷ - Tiếp viên trưởng Quỷ Bạch Kính Đình - Nam tiếp viên Bạch Đại Trương Vỹ - Cơ trưởng Đại | Nam tiếp viên Bạch          | Thực tập Hà                 |
| 3   | 17 tháng 04, 2016     | Cuộc chiến của nhóm nhạc nam | Quản lí Chân     | Quỷ Quỷ                                            | Hà Cảnh - Hà mỹ nam Táp Bối Minh - Táp Vi Tiếu Bạch Kính Đình - Bạch Rap Đại Trương Vỹ - Hát Chính Đại Trần Nhược Hiên - Trần Dancer              | Táp tủm tỉm                 | Trần Dancer                 |
| 4   | 24 tháng 04, 2016     | Nước mắt người cá            | Chân đảo chủ     | Hà Cảnh                                            | Táp Bối Ninh - Ông chủ Táp Vương Âu - Trợ lý Âu Quỷ Quỷ - Quỷ thiếu gia Âu Dương Na Na - Công chúa Na Lưu Hạo Nhiên - Quản gia Nhiên              | Trợ lý Âu                   | Trợ lý Âu                   |
| 5   | 01 tháng 05, 2016     | Chú rể biến mất              | Chú rể Chân      | Táp Bối Ninh                                       | Hà Cảnh - Chứng hôn Hà Vương Âu - Cô dâu Âu Quỷ Quỷ - Phù dâu Quỷ Đại Trương Vỹ - Phù rể Đại Trương Nhược Quân - Trương kế hoạch                  | Cô dâu Âu                   | Chứng hôn Hà                |
| 6   | 08 tháng 05, 2016     | Hoa Tulip điên rồ            | Chân Thanh       | Vương Âu                                           | Hà Cảnh - Hà nước hoa Táp Bối Ninh - Táp thiên tài Quỷ Quỷ - Quỷ hóa học Ngụy Đại Huân - Ngụy giàu có Tôn Kiên - Tôn DNA                          | Tôn DNA                     | Tôn DNA                     |
| 7   | 15 tháng 05, 2016     | Lời hồi đáp 1998             | Ông chủ Chân     | Hà Cảnh                                            | Táp Bối Ninh - Táp bá vương Vương Âu - Người đẹp Âu Quỷ Quỷ - Quỷ thiếu nữ Bạch Kính Đình - Bạch trạng nguyên Thái Khang Vĩnh - Thái văn hóa      | Táp bá vương                | Táp bá vương                |
| 8   | 22 tháng 05, 2016     | Họa do đẹp mà ra             | Viện trưởng Chân | Bạch Kính Đình                                     | Hà Cảnh - Viện phó Hà Táp Bối Ninh - Bệnh nhân Táp Vương Âu - Lao công Âu Quỷ Quỷ - Y tá trưởng Quỷ Trương Nhược Quân - Đại diện Trương           | Đại diện Trương             | Đại diện Trương             |
| 9   | 29 tháng 05, 2016     | Quyết chiến cúp châu Âu      | Tuyển thủ Chân   | Táp Bối Ninh                                       | Hà Cảnh - Tiến bối Hà Vương Âu - Bảo bối Âu Quỷ Quỷ - Bác sĩ Quỷ Bạch Kính Đình - Messi Bạch Kiều Chấn Vũ - Ronaldo Kiều                          | Messi Bạch                  | Âu bảo bối                  |
| 10  | 05 tháng 06, 2016     | Anh hùng không liên minh     | Chiến binh Chân  | Quỷ Quỷ                                            | Hà Cảnh - Hà que xiên Táp Bối Ninh - Táp ba bánh Vương Âu - Hoa khôi Âu Đại Trương Vỹ - Đại mô vương Vương Gia Nhĩ - Vương ảnh đế                 | Đại mô vương                | Đại mô vương                |
| 11  | 12 tháng 06, 2016     | Soái phủ có ma               | Chân đại soái    | Hà Cảnh                                            | Táp Bối Ninh - Táp Tham Mưu Vương Âu - Âu phu nhân Quỷ Quỷ - Du học sinh Quỷ Đại Trương Vỹ - Đại thiên sứ Viêm Á Luân - Viêm thiếu soái           | Du học sinh Quỷ             | Đại thiên sứ                |
| 12  | 19 tháng 06, 2016     | Bánh xe vận mệnh             | James Chân       | Đại Trương Vỹ                                      | Hà Cảnh - Cal Hà Táp Bối Ninh - Jack Táp Vương Âu - Rose Âu Quỷ Quỷ - Phù thủy Quỷ Bạch Kính Đình - Bạch thuyền trưởng                            | Bạch thuyền trưởng          | Jack Táp                    |
| End | 23 tháng 06, năm 2016 | Tiệc kết thúc kỳ I           | Đạo diễn tổ B    |                                                    | Hà Cảnh Táp Bối Ninh Vương Âu Quỷ Quỷ Bạch Kính Đình Đại Trương Vỹ                                                                                |                             |                             |

### Mùa 2
| Tập | Ngày phát sóng    | Chủ đề                      | Nội dung vụ án                     | Nội dung vụ án                                                             | Nội dung vụ án | Nội dung vụ án            | Nội dung vụ án                                                      |
| Tập | Ngày phát sóng    | Chủ đề                      | Nạn nhân                           | Trinh thám                                                                 | Kẻ tình nghi | Hung thủ bị chỉ định      | Hung thủ thực sự                                                    |
| --- | ----------------- | --------------------------- | ---------------------------------- | -------------------------------------------------------------------------- | --- | ------------------------- | ------------------------------------------------------------------- |
| 0   | 13 tháng 01, 2017 | Trinh thám gặp mặt          | Chân lão sư                        | Vương Âu Bạch Kính Đình Đổng Lực Lâm Y Thần                                | Quản thiếu nữ | Quản thiếu nữ - Người chị | Quản thiếu nữ - Người chị                                           |
| 1   | 20 tháng 01, 2017 | Công chúa giá đáo           | Chân công chúa                     | Bạch Kính Đình (Bạch hiệp khách)                                           | Hà Cảnh - Cảnh tiên sinh Táp Bối Ninh - Táp thái tử Quỷ Quỷ - Quỷ trắc phi Ngụy Đại Huân - Ngụy tướng quân Dương Dung - Dung cung nữ                                             | Dung cung nữ              | Táp thái tử                                                         |
| SP  | 27 tháng 01, 2017 | Tập đặc biệt mừng năm mới   |                                    | Hà Cảnh Táp Bối Ninh Đại Trương Vỹ Bạch Kính Đình Vương Gia Nhĩ Trần Ý Hàm | |                           |                                                                     |
| 2   | 03 tháng 02, 2017 | Truyền kì Chinatown         | Hướng dẫn viên Chân                | Táp Bối Ninh (Táp tinh anh)                                                | Hà Cảnh - Hà trung y Đại Trương Vỹ - Đại quả vương Bạch Kính Đình - Đầu bếp Bạch Vương Gia Nhĩ - Vương du khách Trần Ý Hàm - Trần Đường Hoa                                      | Trần Đường Hoa            | Hà trung y                                                          |
| 3   | 10 tháng 02, 2017 | Chuyến tàu lúc nửa đêm      | Chân phú thương, hành khách Hải    | Hà Cảnh (Hà hành khách)                                                    | Táp Bối Ninh- Hành khách Táp Vương Âu - Tiếp viên Âu Bạch Kính Đình - Hành khách Bạch Lâm Y Thần - Hành khách Lâm Đổng Lực - Hành khách Đổng (NPC - Lâm Bách Hồng - Lâm thừa vụ) | Hành khách Táp            | Hành khách Bạch giết Chân phú thương, hành khách Hải chết do tự sát |
| 4   | 17 tháng 02, 2017 | Đêm kì diệu ở viện bảo tàng | Chân giám đốc                      | Quỷ Quỷ (Quỷ hàng xóm)                                                     | Hà Cảnh - Hà tiểu ca Táp Bối Ninh - Táp trợ lý Vương Âu - Âu thần bí Bạch Kính Đình - Bạch tiểu gia Ngụy Đại Huân - Ngụy bảo an                                                  | Ngụy bảo an               | Ngụy bảo an                                                         |
| 5   | 24 tháng 07, 2017 | Thứ 6 gặp                   | Chân hoa đán                       | Vương Gia Nhĩ (Vương bát quái)                                             | Hà Cảnh - Hà Mỹ Nam Táp Bối Ninh - Táp Vi Tiếu Vương Âu - Phóng viên Âu Bạch Kính Đình - Bạch Rap Kiều Chấn Vũ - Sinh viên Kiều                                                  | Phóng viên Âu             | Phóng viên Âu                                                       |
| 6   | 03 tháng 03, 2017 | 2046                        | Chân thiên tài                     | Vương Âu (Âu cảnh vệ)                                                      | Hà Cảnh - Hà hoàn mỹ Táp Bối Ninh - Táp trợ lý Quỷ Quỷ - Quỷ kiểm nghiệm Vương Gia Nhĩ - Vương khoa học Kiều Chấn Vũ - Kiều vận chuyển                                           | Hà hoàn mỹ                | Hà hoàn mỹ                                                          |
| 7   | 10 tháng 03, 2017 | Đồng dao khủng bố           | Chân công tước                     | Táp Bối Ninh (Táp thợ săn)                                                 | Hà Cảnh - Hà luật sư Quỷ Quỷ - Quỷ phu nhân Bạch Kính Đình - Bạch đưa thư Ngụy Đại Huân - Ngụy quản gia Dương Dung - Dung đại tiểu thư                                           | Bạch đưa thư              | Bạch đưa thư                                                        |
| 8   | 17 tháng 03, 2017 | Đồng dao khủng bố           | Bạch đưa thư                       | Táp Bối Ninh (Táp thợ săn)                                                 | Hà Cảnh - Hà luật sư Táp Bối Ninh - Táp Thợ săn Quỷ Quỷ - Quỷ phu nhân Ngụy Đại Huân - Ngụy quản gia Dương Dung - Dung đại tiểu thư Tiết Chi Khiêm - Tiết thợ săn                | Dung đại tiểu thư         | Dung đại tiểu thư                                                   |
| 9   | 24 tháng 03, 2017 | Nội trợ tuyệt vọng          | Chân nội trợ                       | Hà Cảnh (Hà chủ nhà)                                                       | Táp Bối Ninh - Táp lạp lạp Bạch Kính Đình - Bạch bảo hiểm Jackson Wang- Vương cơ bắp Dương Dung - Dung yoga Tô Hữu Bằng - Tô tiền đài                                            | Tô lễ tân                 | Tô lễ tân                                                           |
| 10  | 31 tháng 04, 2017 | Hoa Điền Túy                | Chân Phú Quý                       | Dương Dung (Dung đại nãi nãi)                                              | Hà Cảnh - Hà Nhị Nguyệt Táp Bối Ninh - Táp Bang Chủ Vương Gia Nghĩ - Vương Tửu Vương Đại Trương Vỹ - Đại đồ đệ Tôn Di - Di phu nhân                                              | Đại đồ đệ                 | Đại đồ đệ                                                           |
| 11  | 07 tháng 04, 2017 | Gánh xiếc điên cuồng        | Chân Ma Thuật                      | Ngụy Đại Huân (Ngụy tại sao) Trợ lí: Hạ Chi Quang                          | Hà Cảnh - Hà Đường Đường Táp Bối Ninh - Táp đảo dân Quỷ Quỷ - Cô hề Quỷ Sa Dật - Sa giáo sư Ngụy Thần - Thần ca sĩ                                                               | Táp đảo dân               | Cô hề Quỷ                                                           |
| 12  | 14 tháng 04, 2017 | Tiệc kết thúc kỳ II         | Tổng đạo diễn (giả) - Giả tiểu thư | Không có                                                                   | Hà Cảnh - Cảnh Cảnh Táp Bối Ninh - Táp Táp Quỷ Quỷ - Quỷ Quỷ Bạch Kính Đình - Bạch Bạch Ngụy Đại Huân - Ngụy tại sao Huỳnh Lỗi - Thầy Hoàng                                      | Ngụy tại sao              | Cảnh Cảnh, Táp Táp                                                  |

### Mùa 3
| Tập | Ngày phát sóng        | Chủ đề                                | Nội dung vụ án                 | Nội dung vụ án                                                        | Nội dung vụ án | Nội dung vụ án       | Nội dung vụ án                                                  |
| Tập | Ngày phát sóng        | Chủ đề                                | Nạn nhân                       | Trinh thám                                                            | Kẻ tình nghi | Hung thủ bị chỉ định | Hung thủ thực sự                                                |
| --- | --------------------- | ------------------------------------- | ------------------------------ | --------------------------------------------------------------------- | --- | -------------------- | --------------------------------------------------------------- |
| 0   | 22 tháng 09, 2017     | Trinh thám gặp mặt                    |                                | Hà Cảnh Táp Bối Ninh Bạch Kính Đình Quỷ Quỷ Trương Nhược Quân Ngô Lỗi | |                      |                                                                 |
| 1   | 03 tháng 11, năm 2017 | Khách sạn kinh hồn                    | Tề Tư Quân - Chân Hồng         | Táp Bối Ninh (Táp thú y)                                              | Hà Cảnh- Hà Manga Quỷ Quỷ - Quỷ Khả Vân Bạch Kính Đình - Bạch Đại Thần Trương Nhược Quân - Trương Quản Lý Ngô Lỗi - Ngô Sở Vị               | Bạch Đại Thần        | Bạch Đại Thần                                                   |
| 2   | 10 tháng 11, năm 2017 | Khách sạn kinh hồn                    | Chân Châu                      | Táp Bối Ninh (Táp thú y)                                              | Hà Cảnh- Hà Manga Quỷ Quỷ - Quỷ Khả Vân Bạch Kính Đình - Bạch Đại Thần Trương Nhược Quân - Trương Quản Lý Ngô Lỗi - Ngô Sở Vị               | Ngô Sở Vị            | Ngô Sở Vị                                                       |
| 3   | 17 tháng 11, năm 2017 | Đồng thoại hắc ám                     | Hoàng hậu Chân Đậu             | Quỷ Quỷ (Quỷ mũ đỏ)                                                   | Hà Cảnh - Hà Thần Bí Táp Bối Ninh - Táp Thất Ngụy Đại Huân - Ngụy Công Chúa Ngụy Thần - Ngụy Quốc Vương Vương Nguyên - Vương Tử             | Hà Thần Bí           | Hà Thần Bí                                                      |
| 4   | 24 tháng 11, năm 2017 | Canh cay đêm khuya                    | Chân Thang                     | Hà Cảnh (Hà cô độc)                                                   | Táp Bối Ninh - Táp Long Vương Âu - Âu Tiểu Muội Quỷ Quỷ - Quỷ Uốn Tóc Ngụy Đại Huân - Huân Shipper Ngụy Thần - Ngụy Lai                     | Quỷ Uốn Tóc          | Ngụy Lai                                                        |
| 5   | 01 tháng 12, năm 2017 | Năm tháng vô tình của NZND            | Chân Triển Vọng                | Ngụy Thần (Thần hát nhảy)                                             | Hà Cảnh - Hà Mỹ Nam Táp Bối Ninh - Táp Vi Tiếu Quỷ Quỷ - Quỷ Siêu Hot Bạch Kính Đình - Bạch Rap Vương Gia Nhĩ - Vương Bát Quái              | Hà Mỹ Nam            | Táp Vi TIếu                                                     |
| 6   | 08 tháng 12, năm 2017 | Tận thế ong mật                       | Chân Điềm                      | Vương Âu (Âu Đại sứ)                                                  | Hà Cảnh - Hà Trồng trọt Táp Bối Ninh - Táp Đại gia Ngụy Đại Huân - Ngụy Làm vườn Phan Việt Minh - Phan Công nhân Dương Dung - Dung Sinh vật | Dung Sinh vật        | Dung Sinh vật                                                   |
| 7   | 15 tháng 12, năm 2017 | Lại không lên được trời xanh          | Cơ trưởng Chân                 | Táp Bối Ninh (Táp Cố vấn)                                             | Hà Cảnh - Hà Cơ phó Vương Âu - Âu Tiếp viên Quỷ Quỷ - Quỷ Sửa chữa Ngụy Thần - Ngụy Giám đốc Hùng Tử Kỳ - Hùng Tiếp viên                    | Quỷ sửa chữa         | Quỷ sửa chữa                                                    |
| 8   | 22 tháng 12, năm 2017 | Khách điếm vô ưu                      | Ông chủ Chân Vô Ưu             | Hà Cảnh (Hà tác gia)                                                  | Táp Bối Ninh - Táp Tiến sĩ Vương Âu - Âu hoạt bát Ngụy Đại Huân - Ngụy dân ca Bạch Kính Đình - Bạch đọc sách Phan Việt Minh - Phan làm công | Phan làm công        | Phan làm công                                                   |
| 9   | 29 tháng 12, năm 2017 | Người Sói Tiền Truyện                 | Farmer Chân                    | Bạch Kính Đình (Knight Bạch)                                          | Táp Bối Ninh - Benny Táp Hà Cảnh - Strong Hà Ngụy Đại Huân - Hunter Ngụy Phan Việt Minh - Milk Phan Nhan Như Tinh - Cookie Tinh             | Strong Hà            | Strong Hà                                                       |
| 10  | 05 tháng 01, năm 2018 | Tiên cảnh Côn Luân                    | Chân Lợi Hại                   | Dương Dung (Dung Tiên Cô)                                             | Hà Cảnh - Hà Sư Huynh Táp Bối Ninh - Táp Quét Rác Quỷ Quỷ - Quỷ Sư Muội Bạnh Kính Đình - Bạch Tiêu Dao Kiều Chấn Vũ - Kiều Đại Hiệp         | Kiều Đại Hiệp        | Hà Sư Huynh                                                     |
| 11  | 12 tháng 01, năm 2018 | Lại là họa do đẹp mà ra               | Chân Viện Trưởng               | Đại Trương Vĩ (Hàng Xóm Đại)                                          | Hà Cảnh - Hà Bệnh Nhân Táp Bối Ninh - Táp Bánh Rán Bạch Kính Đình - Bạch Bệnh Nhân Quỷ Quỷ - Quỷ Bác Gái Dương Dung - Dung Y Tá             | Dung Y Tá            | Dung Y Tá                                                       |
| 12  | 19 tháng 01, năm 2018 | Lại là họa do đẹp mà ra               | Chân Đại, Dung Y Tá, Tiểu Đình | Hà Cảnh (Hà bệnh nhân)                                                | Táp Bối Ninh - Táp bánh rán Bạch Kính Đình - Bạch Bệnh Nhân Quỷ Quỷ - Quỷ Bác Gái Phan Việt Minh - Phan Cạo Gió Ngụy Thần - Ngụy Vì Ngủ     | Bạch Bệnh Nhân       | Táp bánh rán giết Chân Đại Chân Đại giết Y Tá Dung và Tiểu Đình |
| 13  | 26 tháng 01, năm 2018 | Kết thúc kỳ III - Vụ án mất thỏi vàng |                                |                                                                       | Hà Cảnh Tát Bối Ninh Bạch Kính Đình Quỷ Quỷ Ngụy Thần Phan Việt Minh                                                                        |                      |                                                                 |

### Mùa 4
| Tập  | Ngày phát sóng        | Chủ đề                             | Nội dung vụ án                                          | Nội dung vụ án                                                               | Nội dung vụ án | Nội dung vụ án                          | Nội dung vụ án                                                         |
| Tập  | Ngày phát sóng        | Chủ đề                             | Nạn nhân                                                | Trinh thám                                                                   | Kẻ tình nghi | Hung thủ bị chỉ định                    | Hung thủ thực sự                                                       |
| ---- | --------------------- | ---------------------------------- | ------------------------------------------------------- | ---------------------------------------------------------------------------- | --- | --------------------------------------- | ---------------------------------------------------------------------- |
| 0    | 26 tháng 10, năm 2018 | Trinh thám gặp mặt                 |                                                         | Hà Cảnh Táp Bối Ninh Bạch Kính Đình Vương Âu Trương Nhược Quân Lưu Hạo Nhiên | |                                         |                                                                        |
| 1    | 2 tháng 11, năm 2018  | Thoát khỏi đảo Vô Danh             | Chân Tướng Đế                                           | Táp Bối Ninh - Táp Võng Trợ lý: Bồ Tập Tinh - Bồ Ngư/ Thiên Sơn Điểu         | Hà Cảnh - Hà Siêu Bạch Kính Đình - Bạch Nguyệt Quang Vương Âu - Âu Biên Tập Trương Nhược Quân - Bác Sĩ Trương Lưu Hạo Nhiên - Lưu Truyền Đơn | Âu Biên Tập                             | Âu Biên Tập                                                            |
| 2    | 9 tháng 11, năm 2018  | Thoát khỏi đảo Vô Danh             | Vương Âu - Âu Biên Tập Hà Cảnh - Hà Siêu                | Táp Bối Ninh - Táp Võng Trợ lý: Bồ Tập Tinh - Bồ Ngư/ Thiên Sơn Điểu         | Hà Cảnh - Hà Siêu Bạch Kính Đình - Bạch Nguyệt Quang Trương Nhược Quân - Bác Sĩ Trương Lưu Hạo Nhiên - Lưu Truyền Đơn Ngụy Đại Huân - Ngụy Đại Huân | Hà Siêu Bạch Nguyệt Quang               | Hà Siêu giết Âu Biên Tập rồi tự sát Bác Sĩ Trương lên kế hoạch toàn bộ |
| 3    | 16 tháng 11, năm 2018 | Cuộc điện thoại kỳ bí              | Chân Chủ Tiệm (Đặng Kiệt Luân 2018) Chân Tiểu Vu (2000) | Trợ lý: Đường Cửu Châu                                                       | Hà Cảnh - Hà Suy Đoán Táp Bối Ninh - Táp Đức Ba Vương Âu - Âu Mạo Hiểm Quỷ Quỷ - Quỷ Cơ Trí Hoàng Minh Hạo - Giả Tứ Đĩnh Đặng Luân - Đặng Kiệt Luân | Táp Đức Ba (2018) Đặng Kiệt Luân (2000) | Hà Suy Đoán (2018) Đặng Kiệt Luân (2000)                               |
| 4    | 23 tháng 11, năm 2018 | NZND: Trở về thời chưa hot         | Chân Center                                             | Đàm Tùng Vận (Đàm Hoa) Trợ lý: Bồ Tập Tinh (Bồ Nhất Tuyến/ Bồ Tuyến Một)     | Hà Cảnh - Hà Mỹ Nam Táp Bối Ninh - Táp Vi Tiếu Bạch Kính Đình - Bạch Rap Ngụy Đại Huân - Ngụy Toàn Năng Hoàng Minh Hạo - Giả Dancer | Bạch Rap                                | Táp Vi Tiếu                                                            |
| 5    | 30 tháng 11, năm 2018 | Chung cư Thiên Đường               | Chân Đông Đông                                          | Vương Âu (Âu Ăn Ăn) Trợ lý: Châu Tuấn Vỹ                                     | Hà Cảnh - Hà Lăn Lăn Táp Bối Ninh - Táp Nằm Nằm Quỷ Quỷ - Quỷ Like Like Lâm Canh Tân - Lâm Đu Đủ Trương Nhược Quân - Trương Cao Cấp | A: Trương Cao Cấp B: Lâm Đủ Đủ          | A: Quỷ Like Like B: Hà Lăn Lăn                                         |
| 6    | 7 tháng 12, năm 2018  | Cực muốn yêu đương                 | Chân Cực Muốn                                           | Hà Cảnh (Hà Khoa Trương) Trợ lý: Châu Tuấn Vỹ                                | Bạch Kính Đình - Bạch Khai Thủy Đàm Tùng Vận - Đàm Luyến Ái Ngụy Thần - Ngụy Hôn Phu Vương Âu - Âu K Táp Bối Ninh - Táp Ăn Đá (IT) | Táp Ăn Đá                               | Táp Ăn Đá                                                              |
| 7    | 14 tháng 12. năm 2018 | Bí mật của học viện Phép thuật     | Chân Hiệu Trưởng                                        | Ngụy Thần (Ngụy Quý Nhân) Trợ lý: Đường Cửu Châu (Đường Đáp Ứng)             | Hà Cảnh - Hà Mã Táp Bối Ninh - Thầy giáo Táp Lâm Canh Tân - Thầy giáo Lâm Ngô Hân - Cô giáo Hân Ngụy Đại Huân - Ngụy Cơm | Cô giáo Hân                             | Cô giáo Hân                                                            |
| 8    | 21 tháng 12, năm 2018 | Hoa Hồng rực cháy                  | Hoa Hồng                                                | Vương Nguyên (Vương Tác) Trợ lý: Bồ Tập Tinh (Trợ lý Bồ)                     | Hà Cảnh - Hà Tác Táp Bối Ninh - Táp Tạp Vụ Vương Âu - Âu Hoa Nhài Kiều Chấn Vũ - Kiều Kim Cương Đàm Tùng Vận - Đàm Phu Nhân | Đàm Phu Nhân                            | Đàm Phu Nhân                                                           |
| 9    | 28 tháng 12, năm 2018 | Nhà có trai có gái                 | Bạn trai Chân                                           | Hà Cảnh (Bác Hà) Trợ lý: Bồ Tập Tinh (Trợ lý Bồ)                             | Táp Bối Ninh - Bố Táp Ngụy Thần - Thần Lão Đại Kiều Sam - Kiều Lão Nhị Mã Lệ - Con dâu Mã Quỷ Quỷ - Quỷ Tiểu Muội | Con dâu Mã                              | Con dâu Mã                                                             |
| 10   | 4 tháng 1, năm 2019   | Công viên giải trí Kỳ Ảo           | Tiểu Chân (Vô Diện Quái)                                | Táp Bối Ninh - Tiểu Táp Trợ lý: Bồ Tập Tinh (A Bồ)                           | Hà Cảnh - Tiểu Hà Quỷ Quỷ - Tiểu Quỷ Đại Trương Vỹ - Tiểu Đại Hoàng Minh Hạo - Tiểu Giả Kiều Hân - Tiểu Kiều | Tiểu Hà                                 | Tiểu Đại/ Vô Diện Quái                                                 |
| 11   | 11 tháng 1, năm 2019  | Người chơi số một - Anh em cây khế | Chân Xinh Đẹp (tiểu 6)                                  | Lưu Hạo Nhiên - Chân Lưu (tiểu 7)                                            | Hà Cảnh - Chân Hà (tiểu 5) Tạ Na - Chân Na (tiểu 1) Táp Bối Ninh - Chân Táp (tiểu 4) Bạch Kính Đình - Chân Bạch (tiểu 2) Trương Nhược Quân - Chân Trương (tiểu 3)                                                                                               | Chân Bạch                               | Chân Bạch                                                              |
| 12.1 | 18 tháng 1, năm 2019  | Bữa tối cuối cùng                  | Chân Hàng Xóm                                           |                                                                              | Hà Cảnh - Chân Hà/ Ly nhỏ Tát Bối Ninh - Chân Tát/ Chậu nhỏ Bạch Kính Đình - Chân Bạch/ Bát nhỏ Lưu Hạo Nhiên - Chân Lưu/ Đũa nhỏ Trương Nhược Quân - Chân Trương/ Nồi nhỏ Tạ Na - Chân Na/ Thìa nhỏ                                                            | Chân Tát/ Chậu nhỏ                      | Chân Bạch/ Bát nhỏ                                                     |
| 12.2 | 18 tháng 1, năm 2019  | Sinh nhật kinh hoàng               | Chân Họa Sĩ                                             |                                                                              | Hà Cảnh - Chân Hà/ Bạn trai cũ cũ cũ Táp Bối Ninh - Chân Tát/ Bạn trai cũ cũ Bạch Kính Đình - Chân Bạch/ Bạn trai cũ cũ cũ cũ Lưu Hạo Nhiên - Chân Lưu/ Bạn trai cũ Trương Nhược Quân - Chân Trương/ Bạn trai cũ cũ cũ cũ cũ Tạ Na - Chân Na/ Bạn trai hiện tại | Chân Táp/ Bạn trai cũ cũ                | Chân Hà/ Bạn trai cũ cũ cũ                                             |
| 12.3 | 18 tháng 1, năm 2019  | Tuyệt đối không tăng ca            | Chân Tiêu Thụ                                           |                                                                              | Hà Cảnh - Chân Hà/ Thư ký Táp Bối Ninh - Chân Tát/ Tiếp tân Bạch Kính Đình - Chân Bạch/ Ông chủ Lưu Hạo Nhiên - Chân Lưu/ Bảo an Tạ Na - Chân Na/ Lao công | Chân Bạch/ Ông chủ                      | Chân Táp/ Tiếp tân                                                     |
| 13   | 18 tháng 1, năm 2019  | Phòng kín số 1                     |                                                         | Trương Nhược Quân Bồ Tập Tinh                                                | |                                         |                                                                        |
| 13   | 18 tháng 1, năm 2019  | Phòng kín số 2                     |                                                         | Trương Nhược Quân Bồ Tập Tinh                                                | |                                         |                                                                        |
| 13   | 18 tháng 1, năm 2019  | Phòng kín số 3                     |                                                         | Trương Nhược Quân Bồ Tập Tinh Lưu Hạo Nhiên                                  | |                                         |                                                                        |
| 14   | 27 tháng 1, 2019      | Tiệc kết thúc kỳ IV                |                                                         | Hà Cảnh Táp Bối Ninh Bạch Kính Đình Trương Nhược Quân Lưu Hạo Nhiên Tạ Na    | |                                         |                                                                        |

### Mùa 5
| Tập | Ngày phát sóng        | Chủ đề                                | Nội dung vụ án                                                               | Nội dung vụ án | Nội dung vụ án | Nội dung vụ án                                     | Nội dung vụ án                                |
| Tập | Ngày phát sóng        | Chủ đề                                | Nạn nhân                                                                     | Trinh thám | Kẻ tình nghi | Hung thủ bị chỉ định                               | Hung thủ thực sự                              |
| --- | --------------------- | ------------------------------------- | ---------------------------------------------------------------------------- | --- | --- | -------------------------------------------------- | --------------------------------------------- |
| 0.1 | 1 tháng 11, năm 2019  | Concert NZND phá băng tiến lên        |                                                                              | Hà Cảnh - Hà Mỹ Nam Táp Bối Ninh - Táp Vi Tiếu Bạch Kính Đình - Bạch Rap Tống Nghiên Phi - Chân Hoàn Mỹ Ngô Hân - Ngô Cao Âm Dương Dung - Dung Wink Ngụy Thần - Thần Hát Nhảy Hoàng Minh Hạo - Giả Dancer Hầu Minh Hạo - Hầu Hầu Khán Phạm Thừa Thừa - Phạm Rap Vương Thần Nghệ - Vương Sơ Mi Tiền Chính Hạo Lý Hi Khản Eton | |                                                    |                                               |
| 0.2 | 8 tháng 11, năm 2019  | Trinh thám gặp mặt                    |                                                                              | Hà Cảnh Táp Bối Ninh Bạch Kính Đình Trương Nhược Quân Tỉnh Bách Nhiên Khương Dật Lỗi - Papi | |                                                    |                                               |
| 1.1 | 8 tháng 11, năm 2019  | Người chơi đàn trên biển              | Chân Biết Đàn                                                                | Hà Cảnh - Hà thuyền trưởng Trợ lý: Bồ Tập Tinh - Bồ thủy thủ | Táp Bối Ninh - Táp Kim Cang Bạch Kính Đình - Bạch Phổ Trương Nhược Quân - Trương Nhị Phó Tỉnh Bách Nhiên - Tỉnh Bang Khương Dật Lỗi - Papila                            | Trương Nhị Phó                                     | Trương Nhị Phó                                |
| 1.2 | 15 tháng 11, năm 2019 | Người chơi đàn trên biển              | Chân Biết Đàn                                                                | Hà Cảnh - Hà thuyền trưởng Trợ lý: Bồ Tập Tinh - Bồ thủy thủ | Táp Bối Ninh - Táp Kim Cang Bạch Kính Đình - Bạch Phổ Trương Nhược Quân - Trương Nhị Phó Tỉnh Bách Nhiên - Tỉnh Bang Khương Dật Lỗi - Papila                            | Trương Nhị Phó                                     | Trương Nhị Phó                                |
| 2   | 22 tháng 11, năm 2019 | Người chơi đàn trên biển              | Người áo đen, Táp Kim Cương (69 tuổi)                                        | Đại diện thám tử: Bồ Tập Tinh - Bồ Thủy Thủ | Hà Cảnh - Hà Thuyền Trưởng Táp Bối Ninh - Táp Kim Cang Bạch Kính Đình - Bạch Phổ Trương Nhược Quân - Trương Nhị Phó Tỉnh Bách Nhiên - Tỉnh Bang Khương Dật Lỗi - Papila | Hà thuyền trưởng (20 tuổi), Táp Kim Cang (25 tuổi) | Hà thuyền trưởng (20 tuổi) Bạch Phổ (23 tuổi) |
| 3   | 29 tháng 11, năm 2019 | Ngõ thật sự không được                | Chân Hành, Giả Danh Bài                                                      | Bạch Kính Đình - Bạch Lĩnh Trợ lý: Bồ Dập Tinh - Lam Lĩnh | Hà Cảnh - Hà Phòng Táp Bối Ninh - Táp Vị Dương Dung - Dung 3C Thích Vi - Thích Tiên Nữ Hầu Minh Hạo - Hầu Hầu Uống                                                      | Hầu Hầu Uống                                       | Hầu Hầu Uống                                  |
| 4   | 6 tháng 12, 2019      | Nhà hàng Bàn Tơ                       | Chân Tinh Tinh                                                               | Ngụy Thần - Thần Sư phụ Trợ lý: Đường Cửu Châu | Hà Cảnh - Hà Bát Giới Tát Bối Ninh - Tát Ma Vương Dương Dung - Dung Tử Hà Ngụy Đại Huân - Huân Ngộ Không Hầu Minh Hạo - Hầu Hài Nhi                                     | Dung Tử Hà                                         | Dung Tử Hà                                    |
| 5   | 13 tháng 12, 2019     | Tội ác trên sân thượng                | Tề Tư Quân - Chân Bảo Hiểm                                                   | Ngụy Đại Huân - Ngụy Sinh Trợ lý: Bồ Dập Tinh - Bồ Dập Khởi | Hà Cảnh - Hà Mặt Sẹo/Giả Nhị Nhị Táp Bối Ninh - Giả Đại Táp Lưu Hạo Nhiên - Giả Tam Lưu Quỷ Quỷ - Giả Tiểu Quỷ Vương Âu - Âu My God                                     | Giả Đại Táp                                        | Hà Mặt Sẹo                                    |
| 6   | 20 tháng 12, năm 2019 | Mê án NZND phá băng                   | Tống Nhiên Phi - Chân Hoàn Mỹ                                                | Tát Bối Ninh - Tát Vi Tiếu Trợ lý: Tề Tư Quân - Tề thực tập | Hà Cảnh - Hà Mỹ Nam Bạch Kính Đình - Bạch Rap Phạm Thừa Thừa - Phạm Rap Ngô Hân - Ngô Cao Âm Dương Dung - Dung Wink                                                     | Ngô Cao Âm                                         | Dung Wink                                     |
| 7   | 27 tháng 12, năm 2019 | MCQ Thời thượng Phong vân             | Chân Chủ Biên                                                                | Hà Cảnh - Hà Hội Trưởng Trợ lý: Tề Tư Quân - Tề tài xế | Táp Bối Ninh - Táp Thời Trang Ngụy Thần - Ngụy Thư Ký Hầu Minh Hạo - Hầu Trợ Lý Dương Dung - Dung Mỹ Trang Hoàng Minh Hạo - Giả Mỹ Trang                                | Ngụy thư ký                                        | Ngụy thư ký                                   |
| 8   | 3 tháng 1, 2020       | Sự kiện sát nhân tại trường học X     | Bồ Dập Tinh - Chân Thị Đại                                                   | Quỷ Quỷ - Quỷ Thanh Tra Trợ lý: Quách Văn Thao - Thao trợ lý | Hà Cảnh - Hà Nghệ Thuật Táp Bối Ninh - Táp Sáng Tạo Phạm Thừa Thừa - Phạm Xe Xe Vương Âu - Âu Hiệu Trưởng Hoàng Minh Hạo - Giả Lanh Lợi                                 | Giả lanh lợi                                       | Táp sáng tạo                                  |
| 9   | 10 tháng 1, 2020      | Nhật ký báo thù của con rối           | Chân rối gỗ, Tề Tư Quân - Chân luật sư                                       | Vương Âu - Âu Thanh Tra Trợ lý: Đường Cửu Châu - Đường trợ lý | Hà Cảnh - Tên Hề Hà Táp Bối Ninh - Táp Quản Gia Ngụy Thần - Thần Thợ Mộc Quỷ Quỷ - Quỷ Tỉa Hoa Hoàng Minh Hạo - Giả thiết kế                                            | Quỷ tỉa hoa                                        | Quỷ tỉa hoa                                   |
| 10  | 17 tháng 1, 2020      | Tra án phố người Hoa                  | Đường Cửu Châu - Chân đồ cổ                                                  | Lưu Hạo Nhiên - Lưu Tần Phong Trợ lý: Châu Tuấn Vĩ - Châu đồng học | Hà Cảnh - Hà Trà Táp Bối Ninh - Táp Họa Vương Âu - Âu Hiền Thục Quỷ Quỷ - Quỷ Hí Khúc Ngụy Thần - Ngụy Tư Gia                                                           | Táp Họa                                            | Táp Họa                                       |
| 11  | 24 tháng 1, 2020      | Mê án trên chuyến tàu phương Bắc (I)  | Chân Hóa Học                                                                 | Táp Bối Ninh - Táp Xe Trưởng | Hà Cảnh - Hà Tốc Lưu Hạo Nhiên - Giả Lưu Quỷ Quỷ - Ngô Xinh Đẹp Tiêu Chiến - Tiêu Sái Trương Nhược Quân - Hách Trương Ngụy Thần - Hách Thần                             | Hách Thần                                          | Hách Thần                                     |
| 12  | 31 tháng 1, 2020      | Mê án trên chuyến tàu phương Bắc (II) | Nguỵ Thần - Hách Thần                                                        | Táp Bối Ninh - Táp Xe Trưởng Trợ lý: Quách Văn Thao - Thao Lái Tàu | Hà Cảnh - Hà Tốc Lưu Hạo Nhiên - Giả Lưu Quỷ Quỷ - Ngô Xinh Đẹp Tiêu Chiến - Tiêu Sái Trương Nhược Quân - Hách Trương                                                   | Hách Trương                                        | Tiêu Sái                                      |
| 12  | 31 tháng 1, 2020      | Mê án trên chuyến tàu phương Bắc (II) | Quỷ Quỷ - Chân Quỷ Trương Nhược Quân - Hách Trương (bị người áo đen sát hại) | Táp Bối Ninh - Táp Xe Trưởng Trợ lý: Quách Văn Thao - Thao Lái Tàu | Hà Cảnh - Hà Tốc Lưu Hạo Nhiên - Giả Lưu Tiêu Chiến - Tiêu Sái Trương Nhược Quân - Hách Trương                                                                          | Hách Trương                                        | Hách Trương                                   |
| 13  | 14 tháng 2. năm 2020  | Tiệc kết thúc kì V                    |                                                                              | | Hà Cảnh Táp Bối Ninh Quỷ Quỷ Lưu Hạo Nhiên Tiêu Chiến |                                                    |                                               |

### Mùa 6
| Tập | Ngày phát sóng        | Chủ đề                      | Nội dung vụ án                             | Nội dung vụ án                                                                     | Nội dung vụ án | Nội dung vụ án                            | Nội dung vụ án                            |
| Tập | Ngày phát sóng        | Chủ đề                      | Nạn nhân                                   | Trinh thám                                                                         | Kẻ tình nghi | Hung thủ bị chỉ định                      | Hung thủ thực sự                          |
| --- | --------------------- | --------------------------- | ------------------------------------------ | ---------------------------------------------------------------------------------- | --- | ----------------------------------------- | ----------------------------------------- |
| 0   | 18 tháng 12, năm 2020 | Concert NZND siêu trâu bò   |                                            | Hà Cảnh Táp Bối Ninh                                                               | |                                           |                                           |
| 1   | 24 tháng 12, năm 2020 | Khách sạn lúc nửa đêm       | Chân Điều tra Chân Tiêu Vân                | Táp Bối Ninh - Táp Động Vật Bồ Tập Tinh - Bồ Động Vật                              | Hà Cảnh - Hà Quản Lý Lưu Hạo Nhiên - Lưu Quản Lý Bạch Kính Đình - Bạch Giữ Cửa Dương Dung - Dung Giữ Cửa Trương Nhược Quân - Trương Thủy Thủ                                                       | Dung Giữ Cửa                              | Dung Giữ Cửa                              |
| 1   | 25 tháng 12, năm 2020 | Khách sạn lúc nửa đêm       | Chân Điều tra Chân Tiêu Vân                | Táp Bối Ninh - Táp Động Vật Bồ Tập Tinh - Bồ Động Vật                              | Hà Cảnh - Hà Quản Lý Lưu Hạo Nhiên - Lưu Quản Lý Bạch Kính Đình - Bạch Giữ Cửa Dương Dung - Dung Giữ Cửa Trương Nhược Quân - Trương Thủy Thủ                                                       | Dung Giữ Cửa                              | Dung Giữ Cửa                              |
| 2   | 31 tháng 12, năm 2020 | Khách sạn lúc nửa đêm       | Hách Muội Muội Giả Khoa Học                | Không có trinh thám                                                                | Hà Cảnh - Hà Quản Lý Lưu Hạo Nhiên - Lưu Quản Lý Bạch Kính Đình - Bạch Giữ Cửa Dương Dung - Dung Giữ Cửa Trương Nhược Quân - Trương Thủy Thủ Táp Bối Ninh - Táp Động Vật Bồ Tập Tinh - Bồ Động Vật | Bạch Giữ Cửa Bồ Động Vật (Hách Muội Muội) | Bạch Giữ Cửa Bồ Động Vật (Hách Muội Muội) |
| 2   | 1 tháng 1, năm 2021   | Khách sạn lúc nửa đêm       | Hách Muội Muội Giả Khoa Học                | Không có trinh thám                                                                | Hà Cảnh - Hà Quản Lý Lưu Hạo Nhiên - Lưu Quản Lý Bạch Kính Đình - Bạch Giữ Cửa Dương Dung - Dung Giữ Cửa Trương Nhược Quân - Trương Thủy Thủ Táp Bối Ninh - Táp Động Vật Bồ Tập Tinh - Bồ Động Vật | Bạch Giữ Cửa Bồ Động Vật (Hách Muội Muội) | Bạch Giữ Cửa Bồ Động Vật (Hách Muội Muội) |
| 3   | 7 tháng 1, năm 2021   | Tân tứ đại tài tử           | Tào Ân Tề - Chân Tài Tử                    | Trương Nhược Quân - Trương Tài Tử Quách Văn Thao - Thao Thư Đồng/ Thao Thái Tử     | Hà Cảnh - Hà Hộ Viện Táp Bối Ninh - Táp Cưỡi Ngựa Đại Trương Vỹ - Đại Tài Tử Thích Vy - Thích Trà Trương Tân Thành - Trương Bằng Hữu                                                               | Tân Bằng Hữu                              | Tân Bằng Hữu                              |
| 3   | 8 tháng 1, năm 2021   | Tân tứ đại tài tử           | Tào Ân Tề - Chân Tài Tử                    | Trương Nhược Quân - Trương Tài Tử Quách Văn Thao - Thao Thư Đồng/ Thao Thái Tử     | Hà Cảnh - Hà Hộ Viện Táp Bối Ninh - Táp Cưỡi Ngựa Đại Trương Vỹ - Đại Tài Tử Thích Vy - Thích Trà Trương Tân Thành - Trương Bằng Hữu                                                               | Tân Bằng Hữu                              | Tân Bằng Hữu                              |
| 4   | 14 tháng 1, năm 2021  | Chung cư Bầu Trời           | Chân Người Mẫu                             | Hà Cảnh - Hà Chủ Tịch Quách Văn Thao - Thao Thư Ký                                 | Táp Bối Ninh - Táp Quản Lý Quách Thái Khiết - Quách Làm Đẹp Nguỵ Đại Huân - Huân Bánh Bao Nguỵ Thần - Thần Thư Ký Trương Tân Thành - Tân Lễ Tân                                                    | Táp Quản Lý                               | Táp Quản Lý                               |
| 4   | 15 tháng 1, năm 2021  | Chung cư Bầu Trời           | Chân Người Mẫu                             | Hà Cảnh - Hà Chủ Tịch Quách Văn Thao - Thao Thư Ký                                 | Táp Bối Ninh - Táp Quản Lý Quách Thái Khiết - Quách Làm Đẹp Nguỵ Đại Huân - Huân Bánh Bao Nguỵ Thần - Thần Thư Ký Trương Tân Thành - Tân Lễ Tân                                                    | Táp Quản Lý                               | Táp Quản Lý                               |
| 5   | 21 tháng 1, năm 2021  | Tiệm tạp hoá Vong Ưu        | Ông chủ Chân                               | Nguỵ Thần - Thần khách sạn Hà Vận Thần - Vận Tác Hạ                                | Hà Cảnh - Hà Tất Cười Táp Bối Ninh - Táp Vẩy Nước Đại Trương Vỹ - Đại Trứng Màu Ngô Hân - Ngô Nhân Ái Trương Tân Thành - Tân Âm Nhạc                                                               | Ngô Nhân Ái                               | Ngô Nhân Ái                               |
| 5   | 22 tháng 1, năm 2021  | Tiệm tạp hoá Vong Ưu        | Ông chủ Chân                               | Nguỵ Thần - Thần khách sạn Hà Vận Thần - Vận Tác Hạ                                | Hà Cảnh - Hà Tất Cười Táp Bối Ninh - Táp Vẩy Nước Đại Trương Vỹ - Đại Trứng Màu Ngô Hân - Ngô Nhân Ái Trương Tân Thành - Tân Âm Nhạc                                                               | Ngô Nhân Ái                               | Ngô Nhân Ái                               |
| 6   | 27 tháng 1, năm 2021  | Bộ lạc thần kỳ Tây Thổ Ngoã | Chân Thủ Lĩnh                              | Táp Bối Ninh - Táp Nhật Lang Lý Tấn Diệp - A Lý Lang                               | Hà Cảnh - Hà Chiêu Muội Ngô Hân - Ngô Lý Đầu Ngụy Thần - Thần Điện Điện Ngụy Đại Huân - Huân Khổ Rồi Kim Tĩnh - Kim Lý                                                                             | Ngô Lý Đầu                                | Ngô Lý Đầu                                |
| 6   | 28 tháng 1, năm 2021  | Bộ lạc thần kỳ Tây Thổ Ngoã | Chân Thủ Lĩnh                              | Táp Bối Ninh - Táp Nhật Lang Lý Tấn Diệp - A Lý Lang                               | Hà Cảnh - Hà Chiêu Muội Ngô Hân - Ngô Lý Đầu Ngụy Thần - Thần Điện Điện Ngụy Đại Huân - Huân Khổ Rồi Kim Tĩnh - Kim Lý                                                                             | Ngô Lý Đầu                                | Ngô Lý Đầu                                |
| 7   | 3 tháng 2, năm 2021   | Chuyện xưa Hollywood        | Chân Ảnh Hậu                               | Hà Cảnh - Hà Ảnh Lý Tấn Diệp - Lý Cao Âm                                           | Táp Bối Ninh - Táp Phóng Viên Vương Âu - Âu Nội Trợ Nguỵ Thần - Thần Đạo Diễn Kim Tĩnh - Kim Ngân Hoa Trương Vũ Kiếm - Trương Bánh Bay                                                             | Thần Đạo Diễn                             | Kim Ngân Hoa                              |
| 7   | 4 tháng 2, năm 2021   | Chuyện xưa Hollywood        | Chân Ảnh Hậu                               | Hà Cảnh - Hà Ảnh Lý Tấn Diệp - Lý Cao Âm                                           | Táp Bối Ninh - Táp Phóng Viên Vương Âu - Âu Nội Trợ Nguỵ Thần - Thần Đạo Diễn Kim Tĩnh - Kim Ngân Hoa Trương Vũ Kiếm - Trương Bánh Bay                                                             | Thần Đạo Diễn                             | Kim Ngân Hoa                              |
| 8   | 10 tháng 2, năm 2021  | Offer đau xót               | Boss Chân                                  | Hoàng Minh Hạo - Thực Tập Giả Quách Văn Thao - Vệ Sĩ Thao                          | Hà Cảnh - Thực Tập Hà Táp Bối Ninh - Thực Tập Táp Đại Trương Vỹ - Thực Tập Đại Thích Vy - Thực Tập Thích Kim Tĩnh - Thực Tập Kim                                                                   | Thực Tập Thích                            | Thực Tập Thích                            |
| 8   | 11 tháng 2, năm 2021  | Offer đau xót               | Boss Chân                                  | Hoàng Minh Hạo - Thực Tập Giả Quách Văn Thao - Vệ Sĩ Thao                          | Hà Cảnh - Thực Tập Hà Táp Bối Ninh - Thực Tập Táp Đại Trương Vỹ - Thực Tập Đại Thích Vy - Thực Tập Thích Kim Tĩnh - Thực Tập Kim                                                                   | Thực Tập Thích                            | Thực Tập Thích                            |
| 9   | 17 tháng 2, năm 2021  | Vẫn là hoạ do đẹp mà ra     | Người vô danh                              | Thích Vy - Thích Chiết Bồ Tập Tinh - Bồ Glu-cô                                     | Hà Cảnh - Hà Đức Hoa Táp Bối Ninh - Táp Đẹp Trai Dương Dung - Dung Mạo Đẹp Nguỵ Thần - Nguỵ Vì Đẹp Nguỵ Đại Huân - Huân Sạch Sẽ                                                                    | Huân Sạch Sẽ                              | Huân Sạch Sẽ                              |
| 9   | 18 tháng 2, năm 2021  | Vẫn là hoạ do đẹp mà ra     | Người vô danh                              | Thích Vy - Thích Chiết Bồ Tập Tinh - Bồ Glu-cô                                     | Hà Cảnh - Hà Đức Hoa Táp Bối Ninh - Táp Đẹp Trai Dương Dung - Dung Mạo Đẹp Nguỵ Thần - Nguỵ Vì Đẹp Nguỵ Đại Huân - Huân Sạch Sẽ                                                                    | Huân Sạch Sẽ                              | Huân Sạch Sẽ                              |
| 10  | 24 tháng 2, năm 2021  | NZND Concert đỉnh ngưu      | Kim Tĩnh - Chân Kim Hoa                    | Ngô Hân - Ngô Cao Âm Hà Vận Thần - Vận Khí                                         | Hà Cảnh - Hà Mỹ Nam Táp Bối Ninh - Táp Vi Tiếu Bạch Kính Đình - Bạch Rap Trương Tân Thành - Trương Trợ Lý/Đại Hát Chính Đại Trương Vỹ - Đại Minh Tinh                                              | Bạch Rap                                  | Hà Mỹ Nam                                 |
| 10  | 25 tháng 2, năm 2021  | NZND Concert đỉnh ngưu      | Kim Tĩnh - Chân Kim Hoa                    | Ngô Hân - Ngô Cao Âm Hà Vận Thần - Vận Khí                                         | Hà Cảnh - Hà Mỹ Nam Táp Bối Ninh - Táp Vi Tiếu Bạch Kính Đình - Bạch Rap Trương Tân Thành - Trương Trợ Lý/Đại Hát Chính Đại Trương Vỹ - Đại Minh Tinh                                              | Bạch Rap                                  | Hà Mỹ Nam                                 |
| 11  | 3 tháng 3, năm 2021   | Mang thành phong vân I      | Hạ Thương Nhân                             | Ngụy Đại Huân - Huân Thám Tử Châu Tuấn Vỹ - Châu Phiên Dịch                        | Hà Cảnh - Hà Nhị Nguyệt Táp Bối Ninh - Táp Tham Mưu Nguỵ Thần - Thần Nhất Đao Dương Dung - Dung Thập Tam Di Trương Tân Thành - Trương Tài Tuấn                                                     | Thần Nhất Đao                             | Thần Nhất Đao                             |
| 11  | 4 tháng 3, năm 2021   | Mang thành phong vân I      | Hạ Thương Nhân                             | Ngụy Đại Huân - Huân Thám Tử Châu Tuấn Vỹ - Châu Phiên Dịch                        | Hà Cảnh - Hà Nhị Nguyệt Táp Bối Ninh - Táp Tham Mưu Nguỵ Thần - Thần Nhất Đao Dương Dung - Dung Thập Tam Di Trương Tân Thành - Trương Tài Tuấn                                                     | Thần Nhất Đao                             | Thần Nhất Đao                             |
| 12  | 10 tháng 3, năm 2021  | Mang thành phong vân II     | Tây Tiểu Thổ Huân Biên Kịch Chu Phiên Dịch | Vương Âu - Âu Phóng Viên Trương Tân Thành - Tân Trường Công                        | Hà Cảnh - Hà Suy Đoán Táp Bối Ninh - Táp Bá Vương Bạch Kính Đình - Bạch Bảo Hiểm Nguỵ Thần - Nguỵ Quản Lý Dương Dung - Dung Giữ Cửa                                                                | Bạch Bảo Hiểm Dung Giữ Cửa                | Bạch Bảo Hiểm Nguỵ Thần                   |
| 12  | 11 tháng 3, năm 2021  | Mang thành phong vân II     | Tây Tiểu Thổ Huân Biên Kịch Chu Phiên Dịch | Vương Âu - Âu Phóng Viên Trương Tân Thành - Tân Trường Công                        | Hà Cảnh - Hà Suy Đoán Táp Bối Ninh - Táp Bá Vương Bạch Kính Đình - Bạch Bảo Hiểm Nguỵ Thần - Nguỵ Quản Lý Dương Dung - Dung Giữ Cửa                                                                | Bạch Bảo Hiểm Dung Giữ Cửa                | Bạch Bảo Hiểm Nguỵ Thần                   |
| 13  | 17 tháng 3, năm 2021  | Tiệc kết thúc kỳ 6          |                                            | Hà Cảnh Táp Bối Ninh Bạch Kính Đình Dương Dung Vương Âu Trương Tân Thành Ngụy Thần | |                                           |                                           |

### Mùa 7
| Tập | Ngày phát sóng       | Chù đề                         | Nội dung vụ án  | Nội dung vụ án                                                                                     | Nội dung vụ án | Nội dung vụ án                            | Nội dung vụ án                            |
| Tập | Ngày phát sóng       | Chù đề                         | Nạn nhân        | Trinh thám                                                                                         | Kẻ tình nghi | Hung thủ bị chỉ định                      | Hung thủ thực sự                          |
| --- | -------------------- | ------------------------------ | --------------- | -------------------------------------------------------------------------------------------------- | --- | ----------------------------------------- | ----------------------------------------- |
| 0   | 28 tháng 1, năm 2022 | Buổi họp mặt các thần thám     |                 | Hà Cảnh Đại Trương Vỹ Kiều Chấn Vũ Vương Âu Dương Dung Ngụy Thần Ngô Hân Thích Vi Trương Tân Thành | |                                           |                                           |
| 1   | 10 tháng 2, năm 2022 | Lễ tốt nghiệp học viện Cổ tích | Chân Bạch Tuyết | Hà Cảnh - Hà Thám Tử Hà Vận Thần - Tiểu Hà Thám Tử                                                 | Ngụy Thần - Ngụy Hoàng Tử Đại Trương Vỹ - Đại Sơn Vô Địch Trương Nhược Quân - Trương Ộp Thích Vy - Thích Băng Dương Dung - Dung Mỹ Latin                           | Thích Băng                                | Thích Băng                                |
| 2   | 17 tháng 2, năm 2022 | Chung cư tầng thượng           | Chân Chủ Nhà    | Đại Trương Vỹ - Đại Phóng Viên Bồ Tập Tinh - Bồ Quay Phim                                          | Vương Âu - Âu Nhà Tốt Ngô Hân - Ngô Ngọt Ngào Ngụy Thần - Ngụy Click Hà Cảnh - Hà Dược Dược Trương Nhược Quân - Trương Bảo Trì                                     | Âu Nhà Tốt                                | Hà Dược Dược                              |
| 3   | 24 tháng 2, năm 2022 | Tể Tướng hãy thắp đèn          | Chân Tể Tướng   | Dương Dung - Dung Bổ Đầu Quách Văn Thao - Thao Bổ Khoái                                            | Hà Cảnh - Hà Bát Đấu Đại Trương Vỹ - Đại Thị Vệ Kiều Chấn Vũ - Kiều Thế Tử Trương Nhược Quân - Trương Trăm Vạn Vương Âu - Âu Hoa Khôi                              | Trương Trăm Vạn                           | Trương Trăm Vạn                           |
| 4   | 3 tháng 3, năm 2022  | Phong ba Đường Thủy            | Chân Có Tài     | Kiều Chấn Vũ - Kiều Tam Nhi Quách Văn Thao - A Thao                                                | Dương Dung - Dung Tan Chảy Hà Cảnh - Hà Một Ly Đại Trương Vỹ - Đại Ông Chủ Trương Nhược Quân - Trương Hống Hách Trương Thiên Ái - Ái Xinh Đẹp                      | Đại Ông Chủ                               | Đại Ông Chủ                               |
| 5   | 10 tháng 3, năm 2022 | Lên trời xanh                  | K Chủ Tịch      | Ngô Hân - Ngô Cơ Trưởng Bồ Tập Tinh - Bồ Trinh Thám                                                | Dương Dung - Dung Na Lisa Trương Nhược Quân - Trương Game Đặng Luân - Luân Thiếu Gia Hà Cảnh - Hà Nghiên Cứu Đại Trương Vỹ - Đại Dọn Kho                           | Dung Na Lisa                              | Dung Na Lisa                              |
| 6   | 17 tháng 3, năm 2022 | Cuộc sống tuổi già sôi động    | Chân Giám Hộ    | Ngụy Thần - Thần Hát Nhảy Quách Văn Thao - Quách Luyện Tập                                         | Hà Cảnh - Hà Mỹ Nam Ngô Hân - Ngô Cao Âm Hoàng Minh Hạo - Giả Dance Đại Trương Vỹ - Đại Hát Chính Trương Nhược Quân - Trương Trung Bảo                             | Đại Hát Chính                             | Đại Hát Chính                             |
| 7   | 8 tháng 4, năm 2022  | Tội ác dưới rặng Tường Vi      | Chân Phổ Thông  | Vương Âu - Âurora Bồ Tập Tinh - Bồ Ngư                                                             | Hà Cảnh - Hà Ba Tốt Trương Nhược Quân - Trương Không Được Ngô Hân - Ngô Ế Sưng Thích Vi - Thích Cây Viết Đại Trương Vỹ - Đại Xuất Bản                              | Ngô Ế Sưng                                | Ngô Ế Sưng                                |
| 8   | 14 tháng 4, năm 2022 | Lãng khách thời gian           | Chân Công Trình | Đại Trương Vỹ - Đại Lạc Trôi Bồ Tập Tinh - Bồ Phi Công                                             | Ngụy Thần - Thần Công Học Hà Cảnh - Hà Phong Khẩu Hoàng Minh Hạo - Giả Tưởng Vương Âu - Âu Đĩa Bay Trương Nhược Quân - Trương Quá Lố                               | Trương Quá Lố                             | Trương Quá Lố                             |
| 9   | 21 tháng 4, năm 2022 | Lục Châu Chi Thượng            | Chân Năng Lượng | Trương Nhược Quân - Trương Miệng Lớn Bồ Tập Tinh - Bồ Quan Thoai                                   | Dương Dung - Dung Bình Vương Âu - Âu Yeah Đại Trương Vỹ - Đại Máy Xúc Hà Cảnh - Hà Khí Tốt Ngụy Thần - Thần Im Lặng                                                | Âu Yeah Thần Im Lặng                      | Âu Yeah Thần Im Lặng                      |
| 10  | 28 tháng 4, năm 2022 | Mùa đông đang đến              | Chân Chủ Hầm    | Hà Cảnh - Hà Hoàn Mỹ                                                                               | Đại Trương Vỹ - Đại Tạp Vụ Trương Nhược Quân - Trương Bác Sĩ Lưu Hạo Nhiên - Lưu Xe Đạp Ngụy Thần - Thần Điện Nước Thích Vi - Thích Tiên Nữ Vương Âu - Âu Hoa Nhài | Trương Bác Sĩ                             | Lưu Xe Đạp                                |
| 11  | 5 tháng 5, năm 2022  | Cuộc chiến đối đầu             | Táp Đức Ba      | Hà Cảnh - Hà Đức Hoạch                                                                             | Trương Nhược Quân - Trương Quản Lý Đại Trương Vỹ - Đại Thiên Sư Lưu Hạo Nhiên - Lưu Tần Phong Ngụy Thần - Ngụy Lai Ngô Hân - Ngô Lý Đầu Dương Dung - Dung Gác Cửa  | Trương Quản Lý Đại Thiên Sư Lưu Tần Phong | Trương Quản Lý Đại Thiên Sư Lưu Tần Phong |
| 12  | 12 tháng 5, năm 2022 | Tập đóng máy                   |                 | Hà Cảnh Đại Trương Vỹ Trương Nhược Quân Lưu Hạo Nhiên Dương Dung Ngụy Thần Ngô Hân                 | |                                           |                                           |